# Michelle Atherley
Michelle Atherley (* 12. Dezember 1995 in Port Charlotte, Florida) ist eine US-amerikanische Leichtathletin, die sich auf den Siebenkampf spezialisiert hat.

## Sportliche Laufbahn
Michelle Atherley besuchte ab 2015 die University of Miami und wurde 2019 NCAA-Hallenmeisterin im Fünfkampf. 2021 wurde sie Collegemeisterin im Siebenkampf und im Jahr darauf siegte sie mit 6029 Punkten bei den NACAC-Mehrkampfmeisterschaften in Toronto, womit sie eine Wildcard für die Weltmeisterschaften in Eugene erhielt, bei denen sie mit 5959 Punkten auf Rang 12 gelangte.

## Persönliche Bestleistungen
- 100 m Hürden: 12,91 s (+0,5 m/s), 26. Juni 2021 in Eugene
  - 60 m Hürden (Halle): 8,15 m, 23. Februar 2019 in Blacksburg
- Siebenkampf: 6465 Punkte, 19. Mai 2024 in Götzis
  - Fünfkampf (Halle): 4547 Punkte, 8. März 2019 in Birmingham